# Hertha Feiler
Hertha Feiler, född 3 augusti 1916 i Wien, Österrike-Ungern, död 1 november 1970 i München, Västtyskland, var en österrikisk skådespelare. Under åren 1937 till 1968 medverkade hon i ett trettiotal filmer. Hon var gift med den tyske filmstjärnan Heinz Rühmann. Feiler hade judiskt ursprung i släkten, men Rühmanns inflytande som populär skådespelare gjorde att hon skyddades från nazisterna under Förintelsen.

## Filmografi, urval
- 1940 – Smekmånad på prov
- 1941 – Axel tar Chansen!
- 1942 – Rembrandt - målaren och hans modeller
- 1953 – Pricken ordnar allt
- 1957 – Wien, mina drömmars stad